# Hyundai Genesis
Hyundai Genesis – samochód osobowy klasy wyższej produkowany pod południowokoreańską marką Hyundai w latach 2008–2016.

## Pierwsza generacja

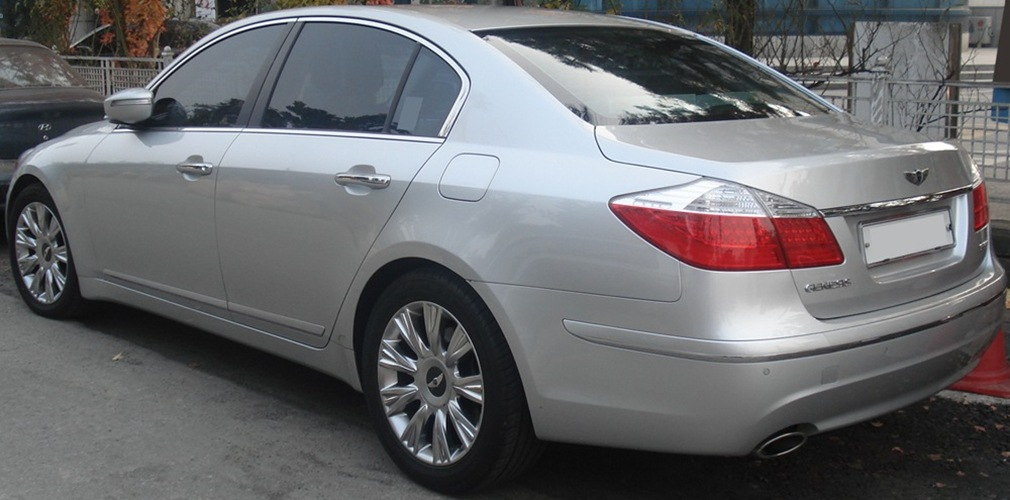
Hyundai Genesis I – tył

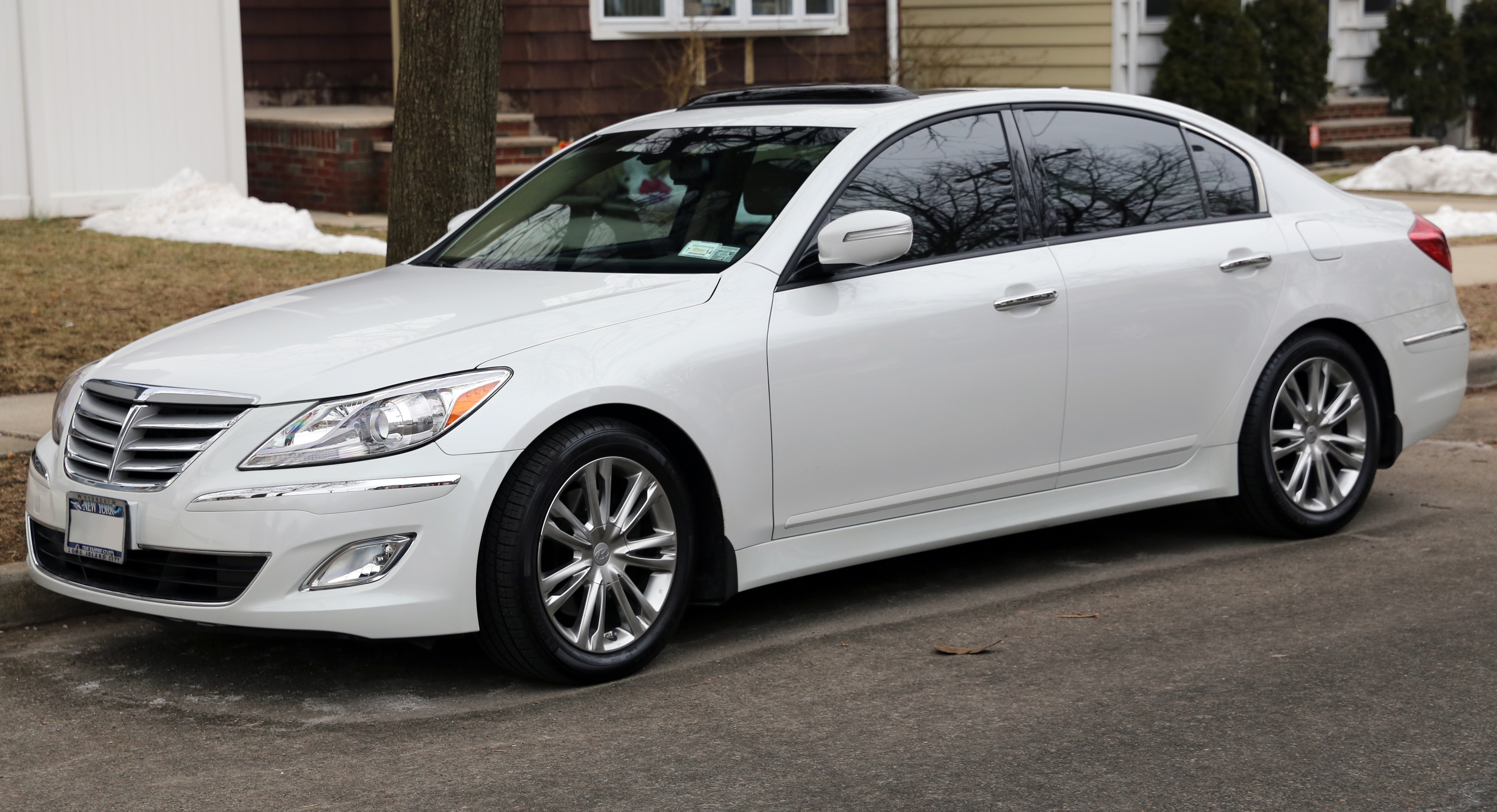
Hyundai Genesis I po liftingu

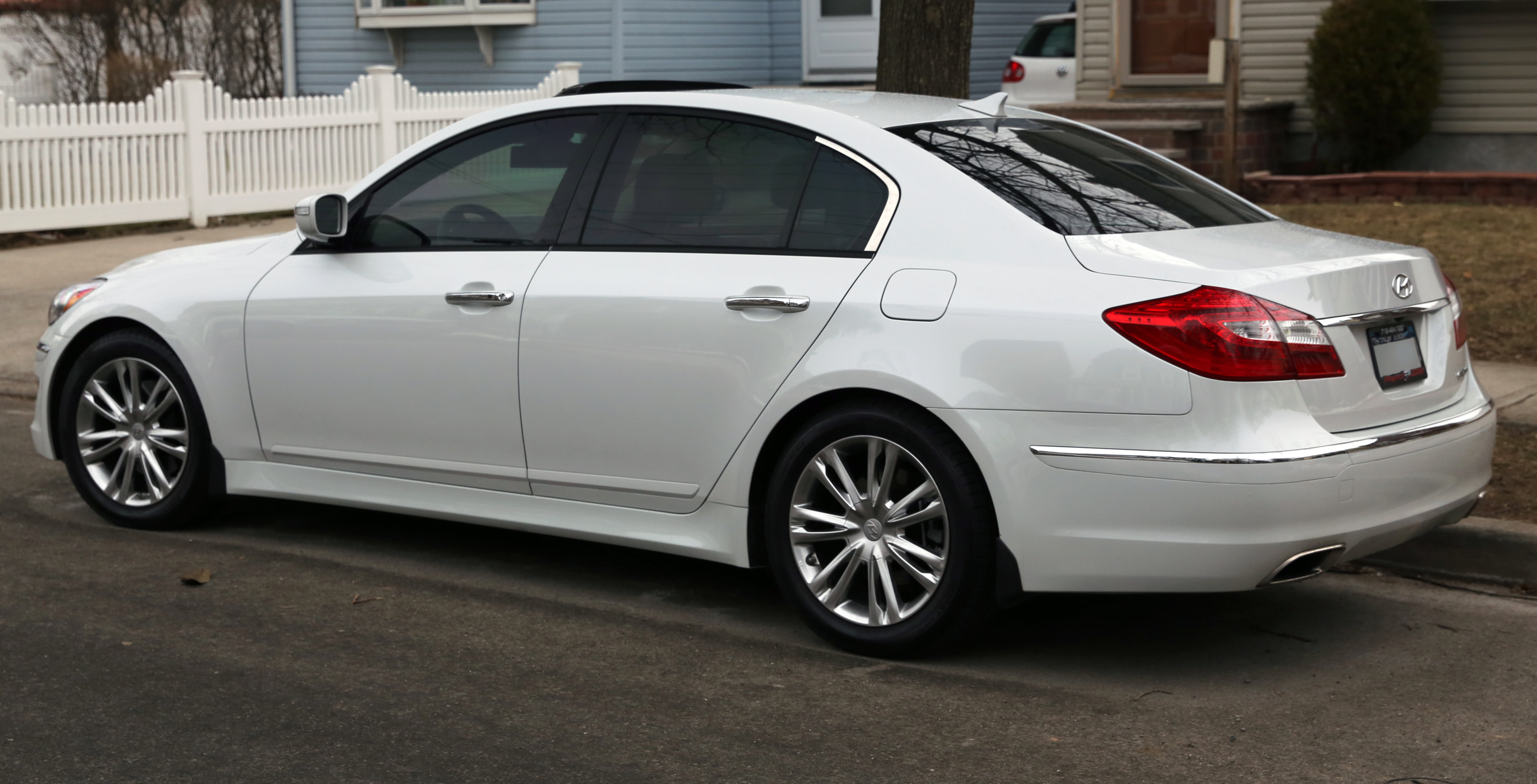
Hyundai Genesis I – tył po liftingu

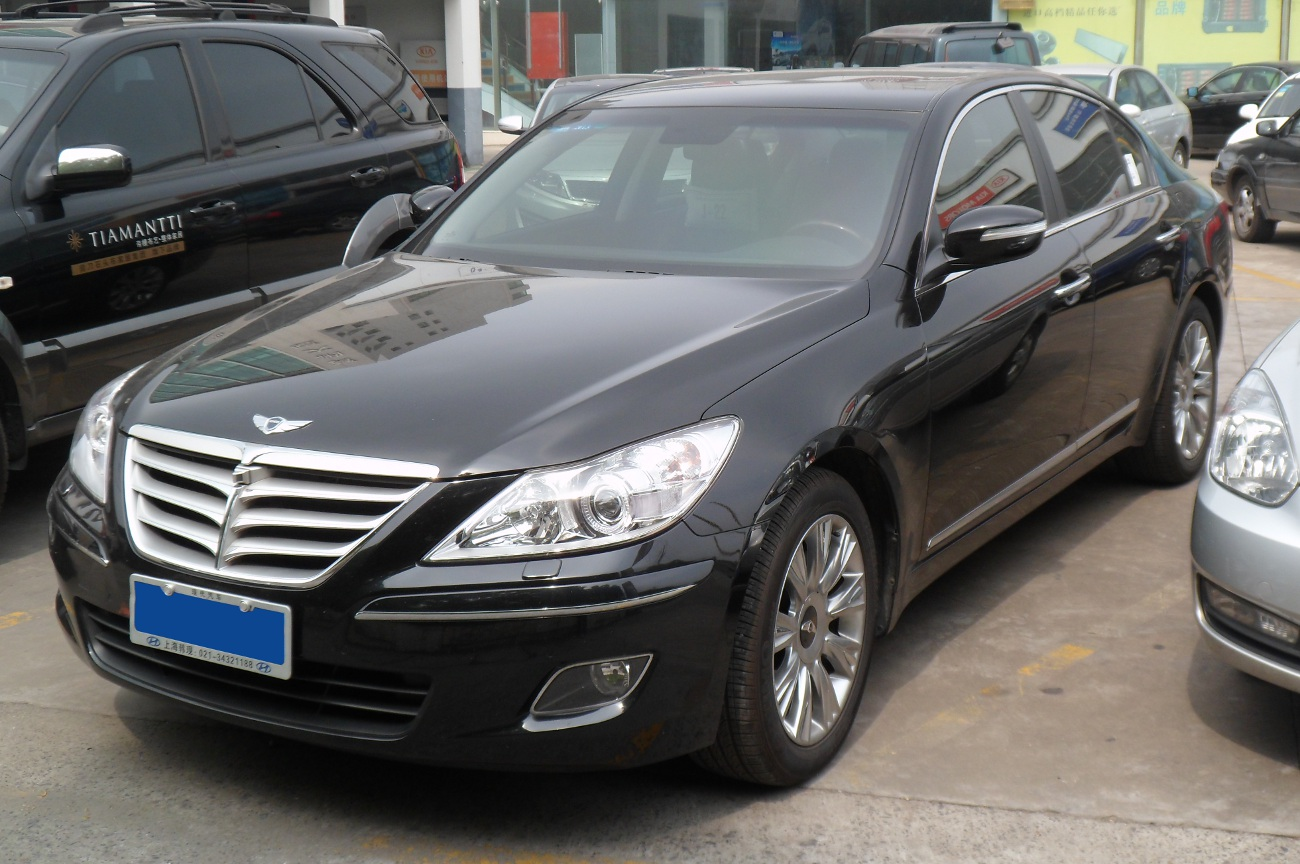
chiński Hyundai Rohens

Hyundai Genesis I został zaprezentowany po raz pierwszy w 2008 roku.
Efektem ogłoszonego w 2003 roku Concept Genesis były prace projektowe nad nowym, luksusowym modelem pod kryptonimem BH, które łącznie pochłonęły ok. 500 miliardów wonów. Na miejsce debiutu samochodu pod nazwą Hyundai Genesis wybrano styczniową wystawę Detroit Auto Show.
Samochód przyjął postać 5-drzwiowego sedana stanowiącego bardziej luksusową alternatywę dla modelu Grandeur i równocześnie odpowiedź na podobnej wielkości limuzyny klasy premium, jak m.in. BMW serii 5, Mercedes-Benz klasy E czy Lexus GS.
Kluczową cechą, która charakteryzowała Hyundaia Genesisa, był tylny napęd, dużą chromowaną atrapą chłodnicy i płynną, zaokrągloną sylwetką pozbawioną logotypów Hyundaia na rzecz dedykowanych dla modelu oznaczeń.
Masywna deska rozdzielcza wyróżniała się szeroko rozstawionymi nawiewami konstoli centralnej, a także umieszczonym pomiędzy nimi ekranem dotykowym połączonym z kamerą cofania. Pojazd oferował także inne liczne elementy wyposażenia dodatkowego, jak i aktywny tempomat czy system nagłośnieniowy Lexicon 7.1.
W 2009 roku samochód zdobył tytuł North American Car of the Year.

### Lifting
W lutym 2011 roku Hyundai Genesis pierwszej generacji przeszedł obszerną restylizację. W ramach zmian wizualnych zmieniono m.in. kształt przedniej atrapy chłodnicy, wypełnienie reflektorów oraz dodano do listy wyposażenia światła do jazdy dziennej wykonane w technologii LED. Zmodyfikowano wygląd zderzaków, a także zmieniono charakterystyczne, biało-czerwone wkłady lamp tylnych na czerwone z wąskimi, białymi pasami.

### Sprzedaż
Kluczowym rynkiem, gdzie do sprzedaży trafił Hyundai Genesis pierwszej generacji poza rodzimą Koreą Południową, była Ameryka Północna, a także Rosja, wybrane rynki azjatyckie oraz Chiny, gdzie pojazd nosił nazwę Hyundai Rohens.

### Wersje wyposażeniowe
- Grand
- Luxury
- Royal
- R-Spec

### Silniki
- V6 3.3l 262 KM
- V6 3.8l 290 KM
- V6 3.8l 338 KM
- V8 4.6l 390 KM
- V8 5.0l 435 KM

## Druga generacja

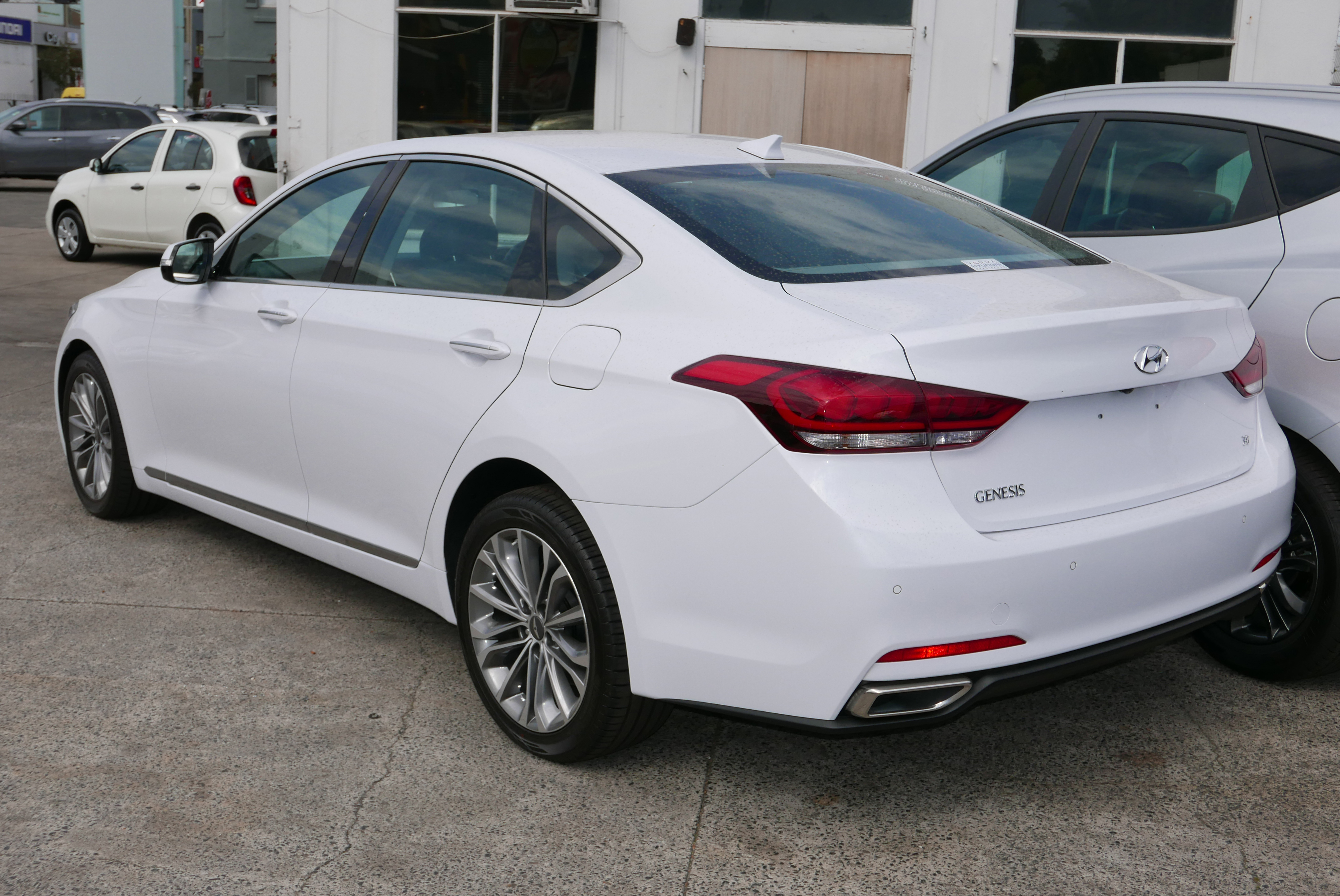
Hyundai Genesis II – tył

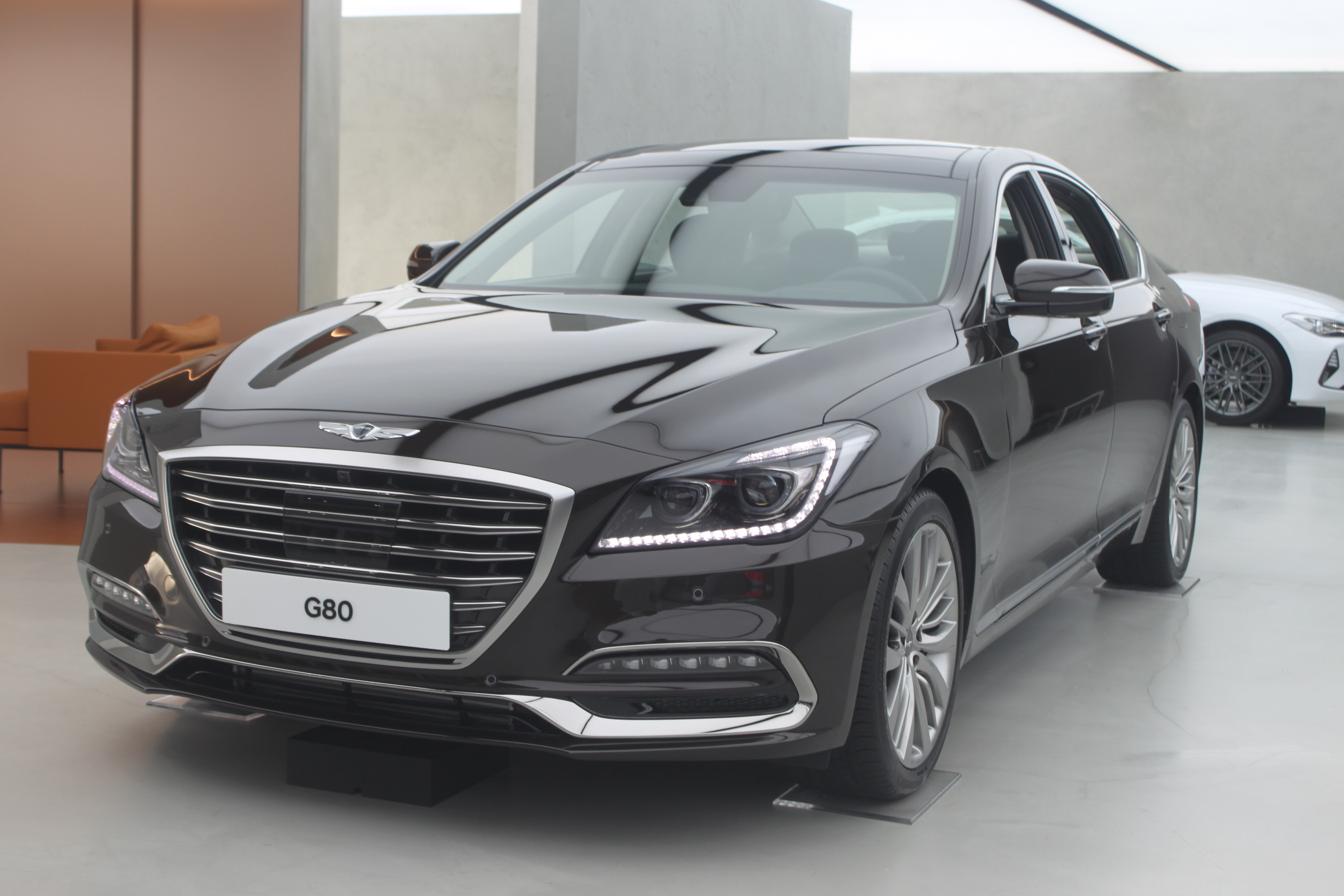
Genesis G80

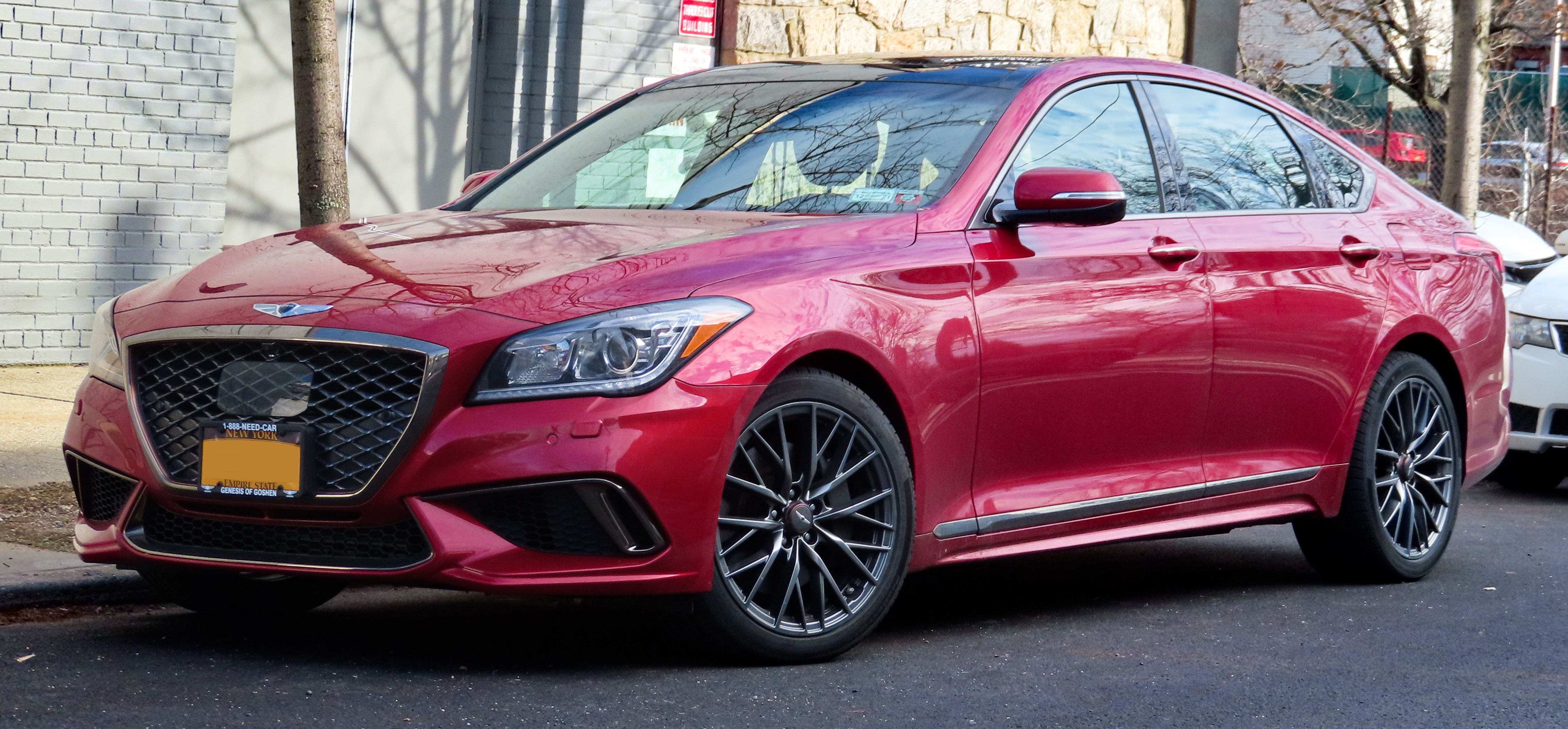
Genesis G80 Sport

Hyundai Genesis II został zaprezentowany po raz pierwszy w 2013 roku.
Na miejsce prezentacji drugiej, zupełnie nowej generacji Genesisa wybrano Seul. Pojazd utrzymano w odświeżonym język stylistycznym Hyundaia o nazwie Fluidic Sculpture 2.0. Nadwozie pojazdu charakteryzuje się krótkimi zwisami, dużą sześciokątną atrapą chłodnicy, reflektorami bi-ksenonowymi z kierunkowskazami wykonanymi w technologii LED oraz wykonanymi w tej samej technologii światłami przeciwmgłowymi oraz tylnymi.
Po raz pierwszy samochód wyposażono w napęd na wszystkie koła HTRAC z elektronicznym rozdziałem momentu obrotowego. Napęd i zawieszenie pojazdu pracować mogą w czterech trybach: Eco, Normal, Sport i Snow. W sytuacjach awaryjnych samochód zmienia ustawienia zawieszenia i ESC.
W stosunku do poprzednika znacznie zwiększono rozstaw osi. Powiększyła się również gama jednostek napędowych, obejmując trzy benzynowe silniki V6 o mocach od 257 do 315 KM oraz 425-konną jednostkę V8. Nowością jest opcjonalny napęd na wszystkie koła.
Wyposażenie standardowe pojazdu objęło m.in. zaawansowany system kontroli trakcji w zakrętach i asystent parkowania, układ kontrolujący i utrzymujący pojazd na danym pasie ruchu, system automatycznego przełączania świateł drogowych i tempomat z radarem wykorzystujący zarówno czujniki, jak i kamery; 8-calowy wyświetlacz, Bluetooth, wi-fi, wyświetlacz HUD.

### Zmiana nazwy
W listopadzie 2015 roku Hyundai Motor Company zainaugurował utworzenie nowej marki Genesis Motors dedykowanej dla luksusowych samochodów klasy premium. W ten sposób, w styczniu 2016 roku Hyundai Genesis został wydzielony z dotychczasowej oferty i zmienił nazwę na Genesis G80, stając się drugim modelem filii po topowym G90.
Pod kątem wizualnym samochód przeszedł jedną zmianę – umieszczone na tylnej klapie logo Hyundaia zastąpił znajdujący się w innych częściach logotyp marki Genesis. Pod tą marką pojazd produkowano do marca 2020 roku, gdy zastąpiła go zupełnie nowa, druga generacja skonstruowana już od podstaw jako model Genesisa.

### Silniki
- V6 3.0 GDI 257 KM
- V6 3.3 GDI 282 KM
- V6 3.8 GDI 315 KM
- V8 5.0 GDI 425 KM